# شيخ إبراهيم بازارعربزهي
شيخ إبراهيم بازارعربزهي (بالفارسية: شیخ ابراهیم بازارعربزهی) هي قرية تقع في منطقة بولان في إيران. يقدر عدد سكانها بـ 165 نسمة بحسب إحصاء 2016.